# Акантокалициум
Акантокали́циум (лат. Acanthocalycium) — род растений семейства Кактусовые (Cactaceae).

## Описание
Стебли светло- или тёмно-зелёные, от шаровидных до цилиндрических, в зависимости от вида 10—60 см высотой. Рёбра (13—25) слегка бугорчатые, выражены отчетливо. Ареолы войлочные, удлинённые, расположены редко. Радиальные колючки (5—20) 0,5—2 см длиной, центральные (1—6) до 3 см длиной. Все колючки от жёлтых и красных до коричнево-чёрных, жесткие и упругие, прямые или слегка изогнутые.
Цветки белые, розовые, светло-фиолетовые, воронковидные, широко открытые, 3—6 см длиной и около заострённых жёстких чешуек на цветочной трубке и войлочное опушение внутри зева вокруг пестика. Плоды тёмно-зелёные, шаровидные, около 2 см в диаметр. Семена крупные, от тёмно-коричневых
до чёрных.
Культивируются как корнесобственные растения. Весной нуждаются в легком притенении, летом — в большом количестве солнечного света и свежего воздуха. Полив в период вегетации регулярный. Зимнее содержание при температуре 8—10 °C, почти сухое. В более тёплых условиях растения вытягиваются, изменяют свой габитус и плохо цветут. Землесмесь проницаемая, преимущественно дерновая, содержится до 30 %—40 % песка и мелкого гравия. pH около 5,6. Размножаются семенами.
Представляют интерес как цветущие коллекционные растения.

## Распространение
Род Акантокалициум распространён в Аргентине (Сальта, Катамарка, Тукуман и Кордова). Растут в расщелинах скал и на пологих горных лугах, на высоте до 1000 м над уровнем моря.

## Таксономия
Acanthocalycium Backeb., C.Backeberg & F.M.Knuth, Kaktus-ABC: 224 (1936).

#### Этимология
Acanthocalycium: От др.-греч. ἄκανθα — колючка и κάλυξ — чашечка.

## Виды
Род Акантокалициум периодически включался в род Эхинопсис (Echinopsis). В настоящее время род Акантокалициум включает в себя 5 видов:
- Акантокалициум Климпеля (Acanthocalycium klimpelianum)
- Акантокалициум колючецветковый (Acanthocalycium spiniflorum)
- Акантокалициум короткоколючковый (Acanthocalycium brevispinum)
- Акантокалициум сизый (Acanthocalycium glaucum)
- Акантокалициум фиолетовый (Acanthocalycium violaceum)
- Acanthocalycium thionanthum